# Stamnared sogn
Stamnared sogn i Halland var en del af Himle herred. Stamnared distrikt dækker det samme område og er en del af Varbergs kommun. Sognets areal var 11,95 kvadratkilometer, heraf land 11,59. I 2020 havde distriktet 249 indbyggere. Landsbyen Stamnared ligger i sognet.
Navnet (1400'erne Stampnaredh) består af to dele. Kilden till den første del er uklar, eventuelt er det et mannsnavn, Stamne. Den sidste del er 'ryd', fra rydning.. Befolkningen steg fra 1810 (271 indbyggere) til 1860 (516 indbyggere). Derefter faldt den, så der i 1980 var 224 indbyggere i Stamnared. Siden er befolkningen steget noget.